# 牛久崇司
牛久 崇司（うしく たかし、1940年6月12日 - 2010年8月29日）は、日本の実業家。キッコーマン元社長（11代目）兼COO。創業家以外から初めてトップに就任。栃木県栃木市出身。

## 来歴
- 1940年、栃木県栃木市に生まれる。
- 1959年、栃木県立栃木高等学校を卒業。
- 1963年、慶應義塾大学経済学部を卒業。野田醤油（現：キッコーマン）に入社。
- 1972年、本社経理課に異動。
- 1991年、経理部長に就任。
- 1996年、取締役経理部長に就任。
- 2004年、代表取締役社長兼COOに就任。
- 2010年8月29日、心不全のため東京都内の病院で死去。70歳没[1]。